# Берёзовое (Киевская область)
Берёзовое (укр. Березове) — село, входит в Обуховский район Киевской области Украины.
Население по переписи 2001 года составляло 43 человека. Почтовый индекс — 08714. Телефонный код — 4572. Занимает площадь 0,016 км². Код КОАТУУ — 3223187702.

## Местный совет
08714, Київська обл., Обухівський р-н, с. Старі Безрадичі